# انترژی
انترژی (انگلیسی: Entergy) شرکت برق آمریکایی است، که در سال ۱۹۱۳ تأسیس شد.